# 八條站
八條站（日语：／ Hachijō eki */?）是位於京都府京都市下京區（現時：南區），奈良電氣鐵道（現時：近畿日本鐵道京都線）的鐵路車站（廢站）。

## 概要
奈良電氣鐵道路軌從京都站出發，在首約0.4公里路段與東海道本線並行，隨後路軌轉向南邊（大和西大寺方向），在轉向前設置了此站。而此站後來在戰時由於成為不要不急的車站而廢除。車站名稱取自鄰近的八條通。

## 歷史
- 1928年（昭和3年）11月15日：奈良電氣鐵道（日语：奈良電気鉄道）京都至桃山御陵前之間開通，此站啟用。
- 1945年（昭和20年）5月20日：車站暫停營業。
- 1946年（昭和21年）10月1日：車站被廢除。

## 使用狀況
主要的乘客都是通勤客和上學客。而由於此站距離鄰站（京都站和東寺站）都較近，因此實際使用人次較少。

## 巴士路線
車站遺址鄰近京都市營巴士「八條油小路」巴士站（16號系統）。

## 相鄰車站
奈良電氣鐵道
奈良電氣鐵道線
京都－八條－東寺

## 注腳
1. ↑  . ハイパー市バスダイヤ. 京都市交通局.   [2023-12-08]. （原始内容存档于2023-12-08） （日语）.

## 相關項目
- 日本鐵路車站列表 Ha